# Kračun
Kračun, grkalj ili velika pečurka (lat. Agaricus macrosporus) je jestiva gljiva iz porodice pečurki (Agaricaceae). 

## Opis
- Klobuk kračuna je širok do 30 centimetara, najprije polukružan, pa zvonolik i na kraju otvoren; vrlo mesnat, potpuno bijele boje, malo vlaknast, za sušna vremena pokriven bijelim čehama, a na pritisak požuti.
- Listići su slobodni, prilično gusti, u mladosti blijedocrvenkasti, zatim crvenosmeđi i na kraju čokoladne boje.
- Stručak je visok od 5 do 10 centimetara, debeo, pun, kasnije šupalj, bijel s uraštenim čehama koje se kasnije gube; vjenčić je opnast i viseći, nazubljena ruba.
- Meso je bijelo, mirisom podsjeća na anis i na amigdalin (nalazi se u bademovoj koštici).
- Spore su ovalne, smeđe boje, 10 x 6 – 7 μm.

## Kemijske reakcije
Kožica klobuka u doticaju sa sumpornom kiselinom i kalijevom lužinom oboji se žuto. 

## Stanište
U kasno ljeto raste u skupinama, krugovima ili linijama, a može i pojedinačno po pašnjacima, livadama i šumskim čistinama. Ova je gljiva prilično česta u Hrvatskom primorju i otocima.   

## Upotrebljivost
Kračun je jestiv, izvrsne kakvoće.

## Sličnosti
Ova upravo izvanredno lijepa gljiva može doseći izvanrednu veličinu pa je zbog toga u Istri još zovu pokrovača jer, kažu, velika je kao poklopac najvećih lonaca. Izvanredne je kakvoće, može se koristiti na razne načine i kiseliti. Zamjena s bilo kakvom otrovnicom je isključena.  

## Slike
|  |  |  |  |  |
|  |  |  |  |  |